# Синагога Осе Хесед (Дрогобич)
Синагога Осе Хесед (їд. בית כנסת אושע חסד) — реформістська синагога в Дрогобичі, розташована на розі вулиць Івана Мазепи та Шолом-Алейхема.

## Історія

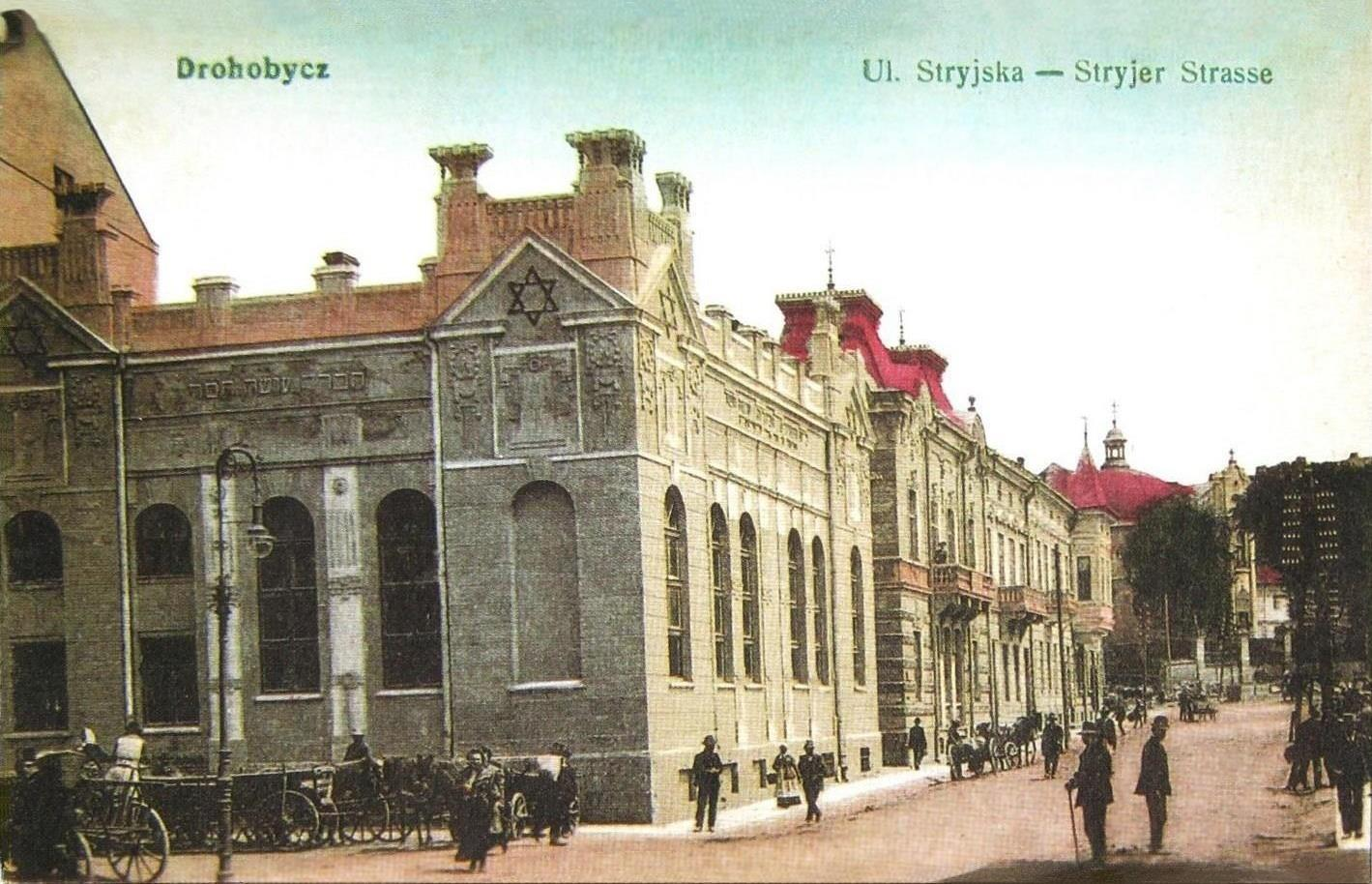
Синагога Осе Хесед між 1910 та 1915 роками

Дивним виглядає розміщення на околицях історичного центру міста двох великих синагог, які навіть знаходяться на відстані 200 метрів одна від одної. Але тут причини полягають у конфесійному питанні, адже в ХІХ столітті з Прусії до Австрії та її володінь пробирається нова конфесія іудаїзму, що по-новому дивиться на основні постулати віри та відрікається від багатьох її законів, вдаряючись у гуманізм. Недивно, що реформістський обряд знайшов відклик у колах єврейської інтелігенції та буржуазії.
Тож, щоб уникнути конфронтації з консервативними хасидами, послідовники Ґайґера почали шукати шляхи будівництва власної великої синагоги в Дрогобичі, яка й відкрилася в 1909 році. Хоча ні шляхів фінансування, ні подробиць будівництва невідомо, але, посилаючись на те, що прихожанами синагоги були небідні єврейські підприємці та митці, можна висунути гіпотезу, що споруджена вона була на кошти меценатів. 
Проповіді проводилися на їдиші, а також на німецькій та польській мовах.
Після війни, коли більшість євреїв, які становили 39% населення міста, були знищенні або втекли, будівля втратила свій релігійний сенс, тож радянська влада перепрофілювала її під боксерський зал.
Сьогодні дослідники відносять синагогу до будівель модернового стилю сецесії — провідного в тогочасній Австрії, хоча будівля і не має жодного офіційного статусу, тож здається в оренду, але орендатори так і не знаходяться, а сама будівля приходить до занедбаного стану.

## Галерея

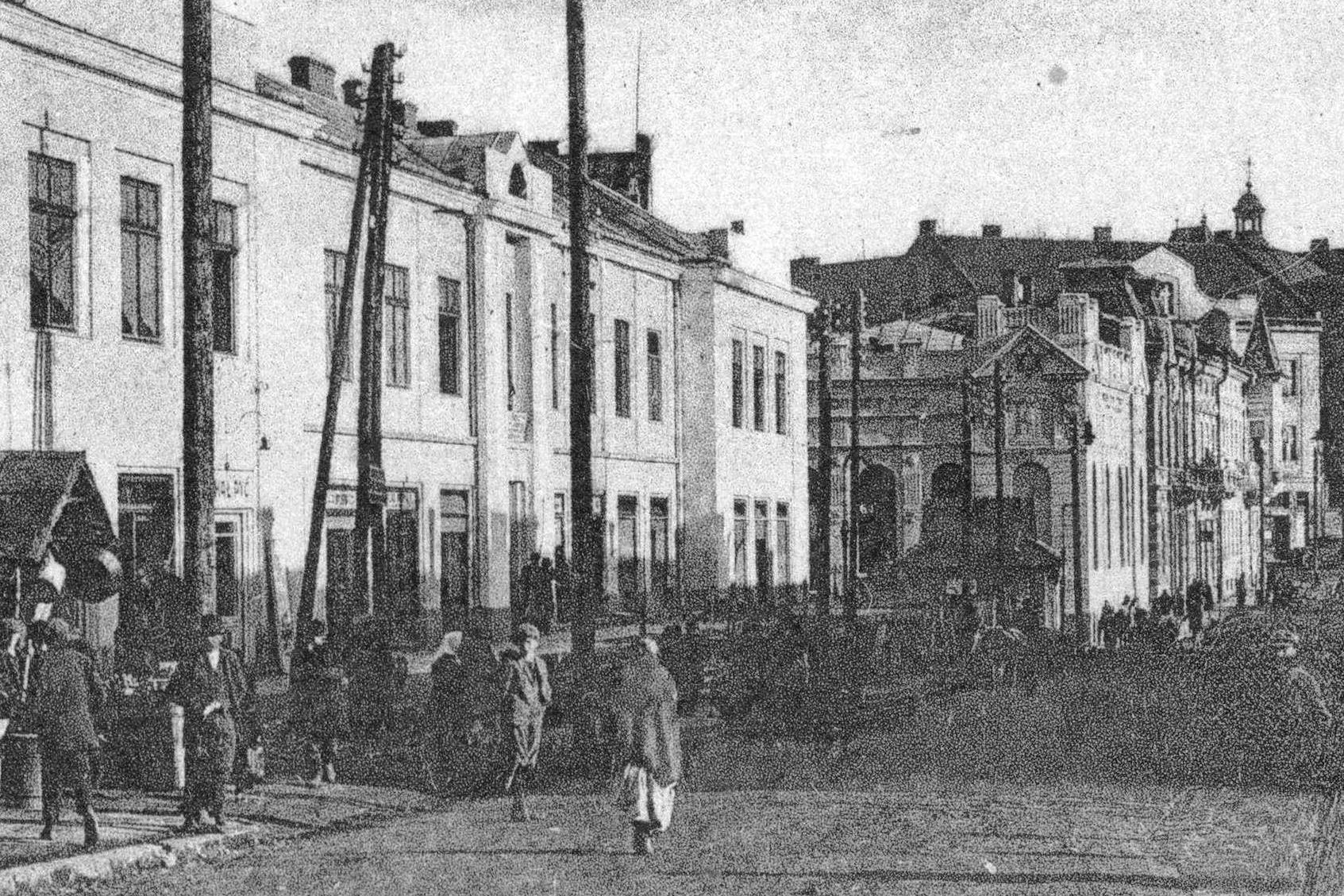
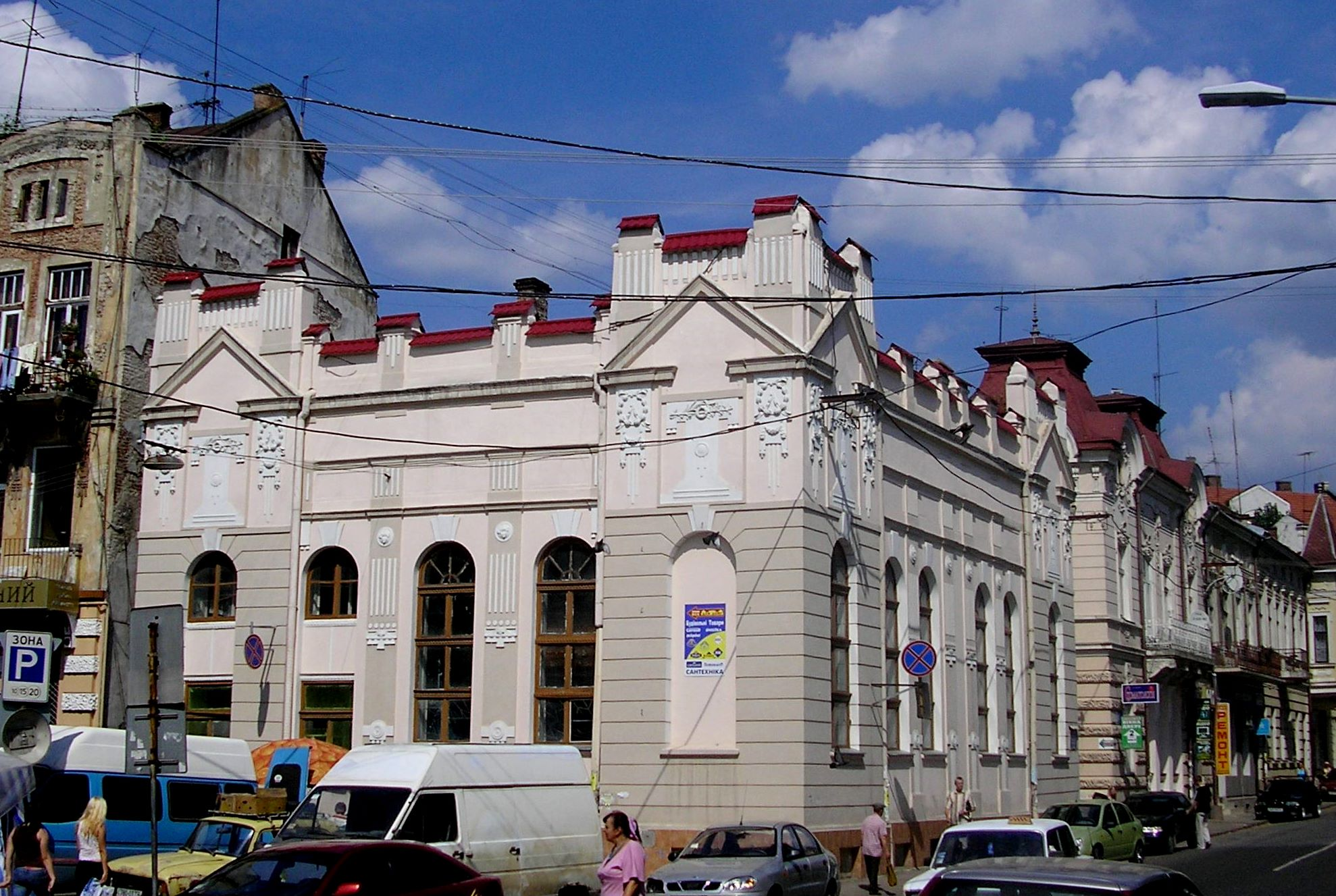
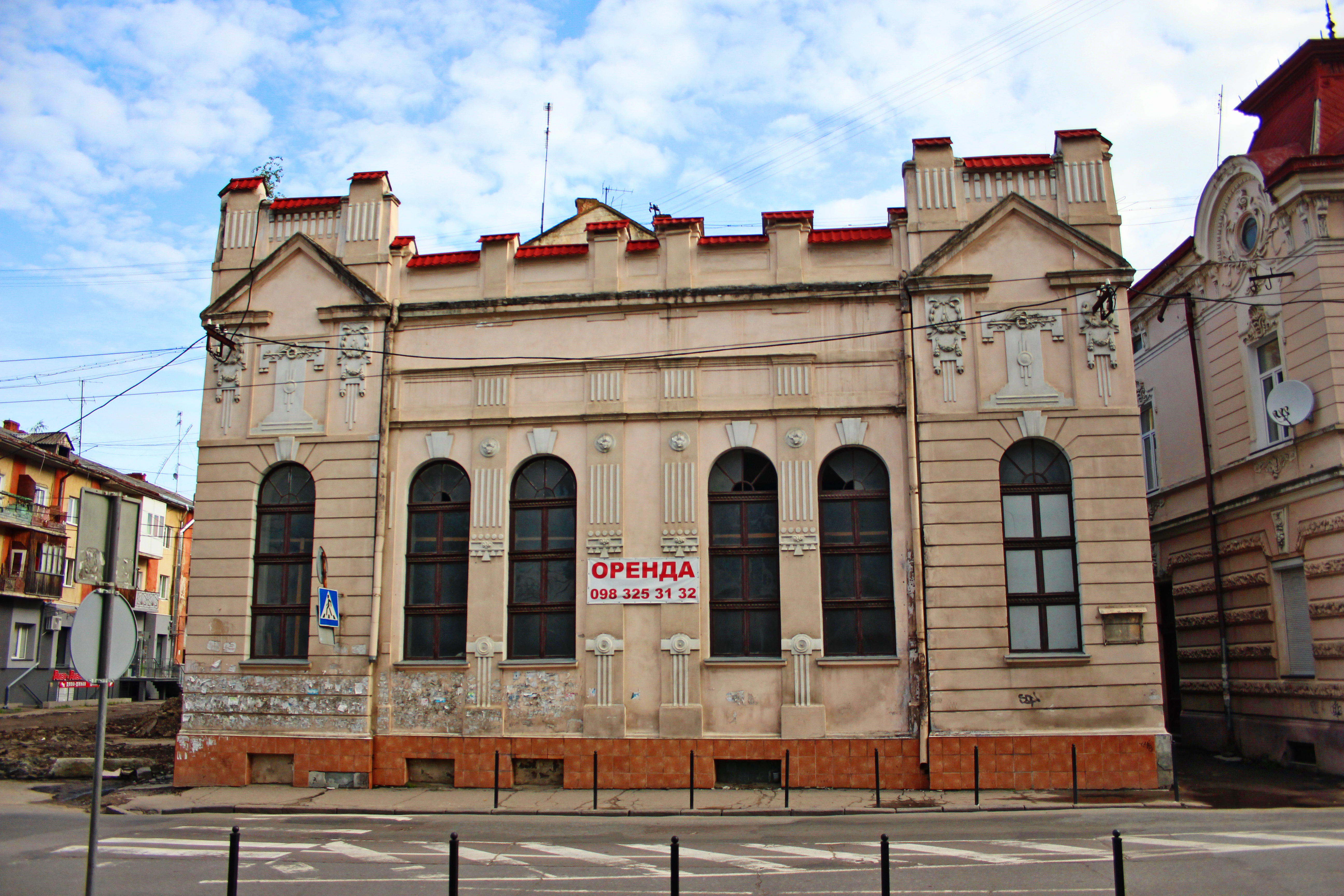